# アラカジュ鉄道事故
アラカジュ鉄道事故とは、1946年3月20日に発生した鉄道事故である。185人が死亡、300人が負傷したブラジルの鉄道史上最悪な事故である。事故はリオデジャネイロの800マイル北東にあるセルジッペ州の首都・アラカジュ付近で発生した。

## 事故の経過
事故の当核列車はアラカジュ – カペラ間を運行する「郊外列車」であり約1000人の乗客が乗っていた。機関車と荷物車及び客車3両で構成された同列車がアラカジュ付近の急勾配を下っているときに脱線した死亡した乗客のうち大半は車内で強打され ("smashed within the cars") 、その体の多くは身元の判別ができないほどひどく損傷していた ("Many bodies were mutilated so badly that identification was impossible") 。
悲嘆に暮れた親類（恐らく乗客の家族や親戚と考えられる）は事故現場に行き、生き残った機関士をもう少しで「私刑により」殺害しそうになり、一部の文献によれば機関士は怖くなり警察署に避難するか、ラランジェイラス (セルジッペ州)の町へ逃亡して後に自首したとされている。乗務員（恐らく車掌と考えられる）もまた逃亡したというが逃亡先やその後については不明である。